# Pseudolycaena
Pseudolycaena is een geslacht van vlinders van de familie Lycaenidae.

## Soorten
- P. adamsi Druce
- P. damo (Druce, 1875)
- P. marsyas (Linnaeus, 1758)
- P. orines Druce
- P. timaeus Felder & Felder, 1865